# Jean-Baptiste Bory de Saint-Vincent
Pour les articles homonymes, voir Bory et Saint-Vincent.
Jean-Baptiste Bory de Saint-Vincent est un naturaliste, officier et homme politique français né le 6 juillet 1778 à Agen et mort le 22 décembre 1846 à Paris. Biologiste et géographe, il a contribué à la constitution du racisme scientifique au XIXe siècle,. Il s'est intéressé par ailleurs à la volcanologie, à la botanique et à la systématique.

## Biographie

### Jeunesse
Né à Agen le 6 juillet 1778, de Géraud Bory de Saint-Vincent et de Madeleine de Journu, notables d'Agen, Jean-Baptiste Bory de Saint-Vincent appartenait à une famille royaliste qui l'éleva dans des sentiments hostiles à la Révolution. Il étudie tout d'abord au collège d'Agen, puis auprès de son oncle Journu-Auber à Bordeaux en 1787. Il aurait suivi des cours de médecine et de chirurgie de 1791 à 1793. Pendant la Terreur, sa famille est persécutée et se réfugie dans les Landes.
En 1794, en tant que naturaliste très précoce, n'ayant à peine que 15 ans, il joue un rôle crucial dans la libération de l'entomologiste Pierre-André Latreille, dont il avait lu l'œuvre, en le faisant rayer de la liste des déportés au bagne de Cayenne. Latreille deviendra par la suite le plus grand entomologiste de son temps et Bory et lui resteront liés jusqu'à la fin de leurs jours. Bory envoie ses premières publications savantes à l’Académie de Bordeaux dès 1796. Il entre alors en contact avec de nombreux naturalistes. On sait qu'il fut l'élève du géologue et minéralogiste Déodat Gratet de Dolomieu à l'École des mines de Paris.
Après le décès de son père, il s'engage dans les armées de la Révolution française en 1799. Grâce à la recommandation de Jean-Girard Lacuée, lui aussi originaire d'Agen, il est bientôt nommé sous-lieutenant. Il sert d'abord à l'armée de l'Ouest, puis à l'armée du Rhin sous les ordres du général Moreau,. Il est alors affecté en Bretagne et s'installe à Rennes. C'est à cette époque qu'il acquiert ses sentiments bonapartistes.

### Premières expéditions dans les océans d'Afrique

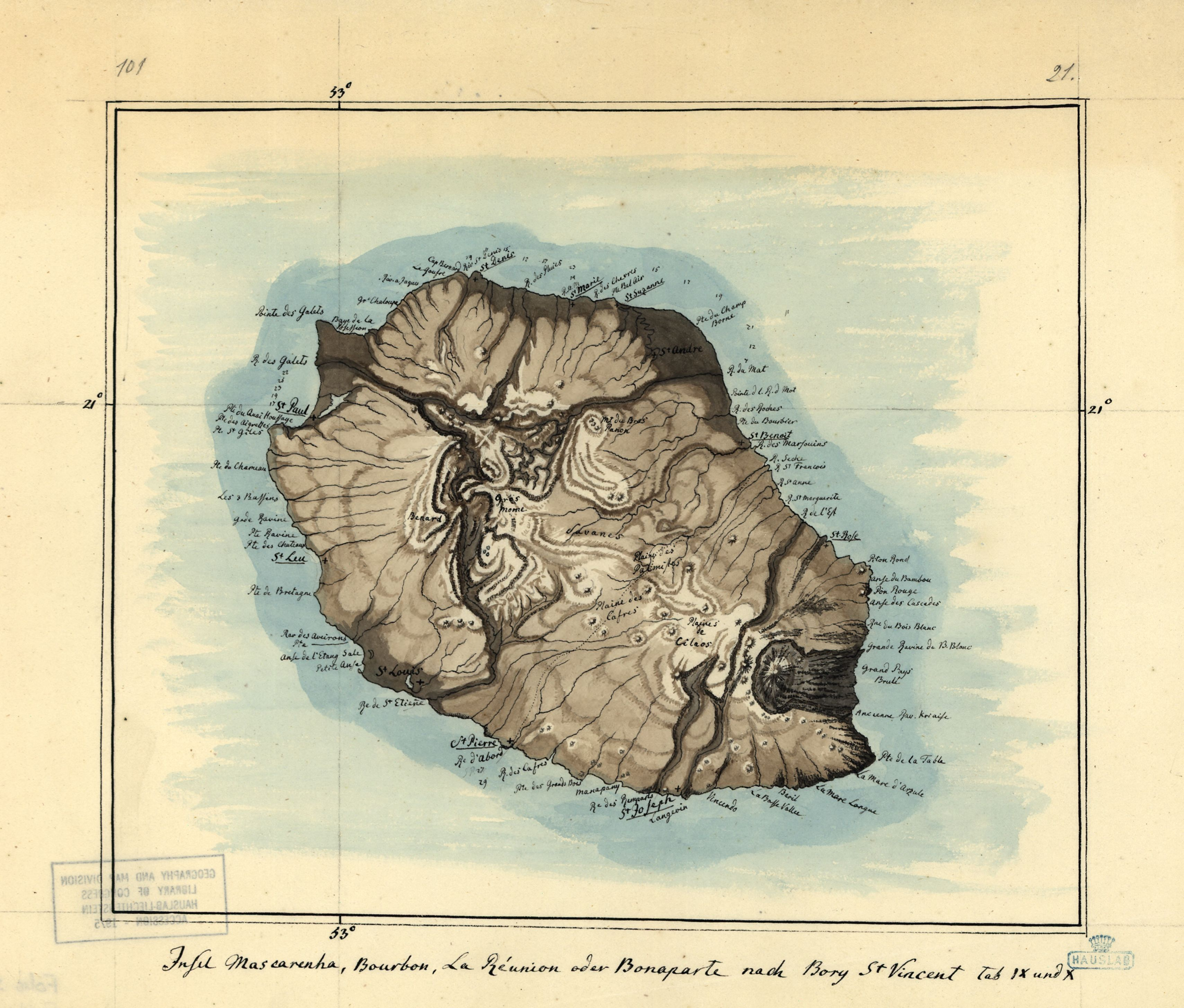
Carte de l’île de La Réunion dessinée en 1802 par Bory de Saint-Vincent.

En 1799, il apprend le départ prochain d'une expédition scientifique en Australie organisée par le gouvernement et obtient, grâce à son oncle et à la recommandation du célèbre naturaliste et homme politique originaire d'Agen Bernard-Germain de Lacépède, la place de botaniste en chef à bord de l'une des trois corvettes participantes. C'est ainsi qu'après avoir quitté l'armée de l'Ouest fin août puis obtenu du ministère de la guerre un congé indéfini, Jean-Baptiste Bory de Saint-Vincent quitte Paris le 30 septembre et embarque au Havre le 19 octobre 1800 à bord de la goélette du capitaine Nicolas Baudin, Le Naturaliste,,,.
Après des arrêts à Madère, aux Canaries et au Cap-Vert, puis le franchissement du cap de Bonne-Espérance, Bory quitte subitement le navire du capitaine Baudin avec qui il était entré en conflit et explore ensuite seul (et avec des ressources limitées) plusieurs îles des mers d'Afrique,. Il s'arrête notamment, lors d'une escale, à l'île Maurice en mars 1801. De là, il rejoint l’île de La Réunion voisine, où il effectue en octobre 1801 l'ascension et la première description scientifique générale du piton de la Fournaise, le volcan actif de l'île. Il donne le nom de son ancien professeur Dolomieu, dont il vient d'apprendre la mort, à l'un des cratères qu'il décrit comme un mamelon. Il donne son propre nom au cratère sommital, le cratère Bory. De plus, il entreprend de décrire la flore des lichens. Ce travail lui vaudra les faveurs de Bonaparte. Sur le chemin du retour, il poursuit ses explorations géographiques, physiques et botaniques sur l’île de Sainte-Hélène.
Il est de retour en France métropolitaine le 11 juillet 1802 et apprend que sa mère est morte lors de son absence. Il publie ses Essais sur les Îles Fortunées (archipel des îles Canaries), ouvrage qui lui vaut son élection comme correspondant du Muséum national d'histoire naturelle en août 1803, puis comme correspondant de la première classe de l'Institut de France (division des sciences physiques) au printemps 1808,. En 1804, il publie son Voyage dans les quatre principales îles des mers d'Afrique. L'impression de cette relation dédiée à Mathieu Dumas est surveillée par le jeune Jean-Marie Léon Dufour, en qui Bory entrevoit un futur grand naturaliste.

### Campagnes militaires
Il reprend par ailleurs du service dans l'armée dès son retour et, promu capitaine, il passe au 5e régiment de dragons (régiment de cavalerie) du 3e Corps d'Armée du maréchal Davout, dont il devient capitaine-adjoint d'État major le 3 octobre 1804,,. Il est alors affecté au camp de Boulogne où est assemblée la Grande Armée de Napoléon Ier.

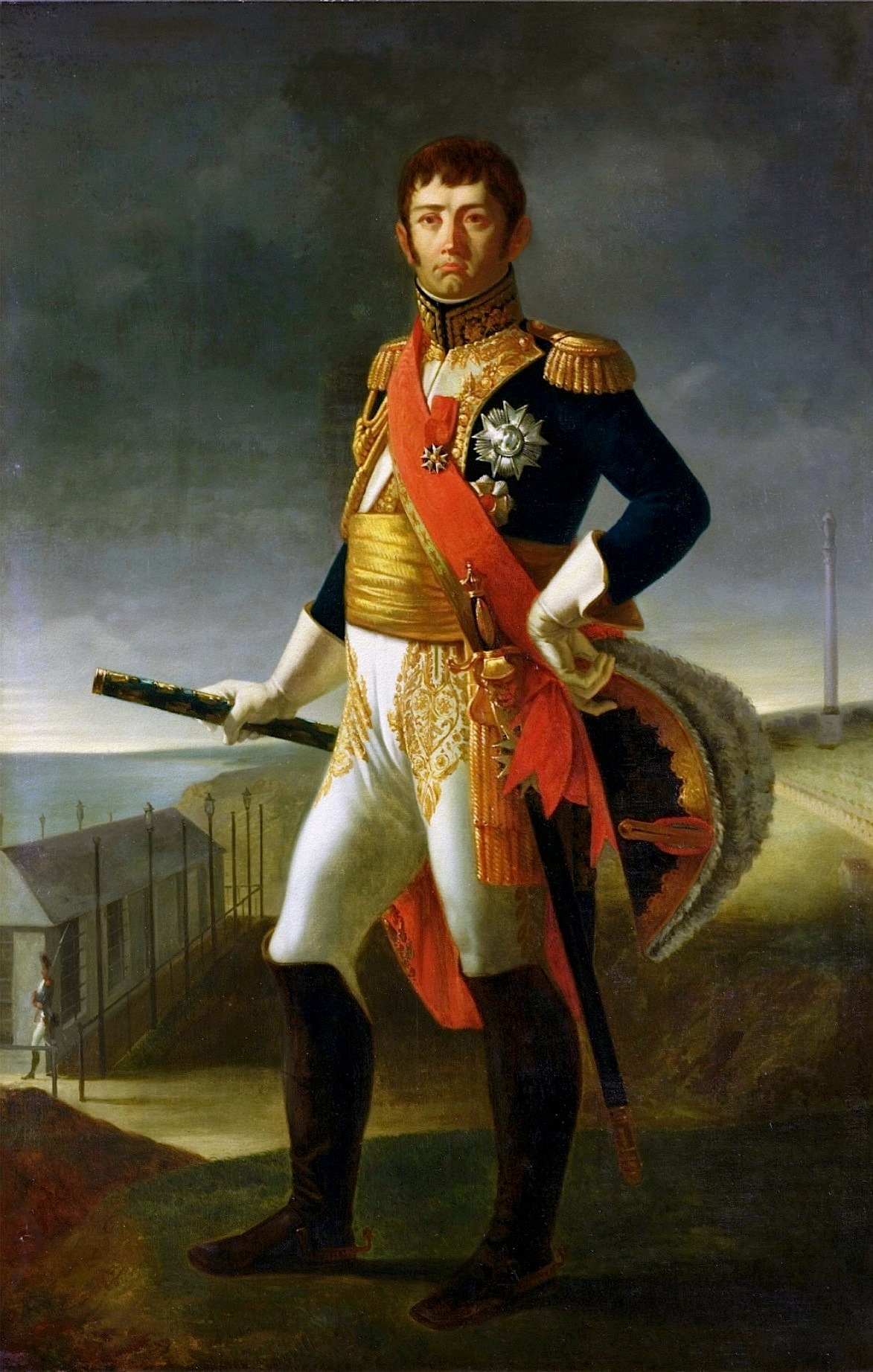
Le maréchal Soult, protecteur de Bory de Saint-Vincent, sous les ordres duquel sert à partir de 1809, et qui le fait nommer colonel en 1814.

De 1805 à 1814, Bory suivra la plus grande partie des campagnes de Napoléon dans la Grande Armée. En 1805, il prend part à la campagne d'Autriche comme capitaine de dragons et est présent à la bataille d'Ulm (15-20 octobre 1805) et à la bataille d'Austerlitz (2 décembre 1805),,. Le capitaine Bory passe ensuite deux ans en Prusse et en Pologne et combattit à la bataille d'Iéna (14 octobre 1806) et à la bataille de Friedland (14 juin 1807),,. Il continue à lever des cartes (de la Franconie et de la Souabe) et lors de ses passages en Bavière, à Vienne et à Berlin, où il trouve ses propres ouvrages traduits en allemand, il en profite pour rencontrer plusieurs savants, comme les botanistes Nikolaus Joseph von Jacquin et Carl Ludwig Willdenow, qui le reçoivent à bras ouverts et le comblent de précieux cadeaux. Il sert à partir d'octobre 1808 dans l'état-major du maréchal Ney,, qu'il quitte bientôt pour être attaché au maréchal Soult, duc de Dalmatie, à partir d'octobre 1809 en qualité d'aide de camp,,. Devenu major, Bory s'occupe principalement des reconnaissances militaires grâce à son habileté dans les travaux graphiques. Il participe ainsi de 1809 à 1813 à la campagne d'Espagne et se distingue au siège de Badajoz au printemps 1811, à la bataille de la Quebara et à la bataille de l'Albuera (16 mai 1811),. Les événements l'ayant placé à la tête des troupes qui formaient la garnison d'Agen, il se trouve commander les soldats de sa ville natale pendant une quinzaine de jours.
En mai 1811, il devient chef d'escadron, puis est fait chevalier de la Légion d'honneur et lieutenant-colonel à la fin de l'année.
Au côté de Soult, il quitte précipitamment l'Espagne pour prendre part à la campagne d'Allemagne et participer à la bataille de Lützen (2 mai 1813), puis à la bataille de Bautzen (20-21 mai 1813),. Après ces victoires, il revient pour la campagne de France de 1814 et prend part à la bataille d'Orthez (27 février 1814). Il participe également à la bataille de Toulouse (10 avril 1814), puis organise le lendemain des troupes de partisans et d’éclaireurs dans sa propre région d'Agen,. Après la première abdication de Napoléon Ier et son départ pour l’île d'Elbe, que Bory apprend depuis Agen le 13 avril 1814, il rejoint Paris.
Le maréchal Soult, rallié au nouveau gouvernement et devenu ministre de la Guerre, rappelle Bory auprès de lui et le fait nommer colonel.
Il lui confie également, le 10 octobre 1814, le service du dépôt de la Guerre (dépôt des cartes et archives) du ministère, place à laquelle ses travaux topographiques lui donnaient droit,. Il y reste jusqu’à sa proscription, le 25 juillet 1815. Il s'occupe en parallèle de travaux scientifiques et littéraires, et prend part à la rédaction du journal satirique libéral, anti-monarchiste et pro-bonapartiste, le Nain Jaune,,.

### Exil politique

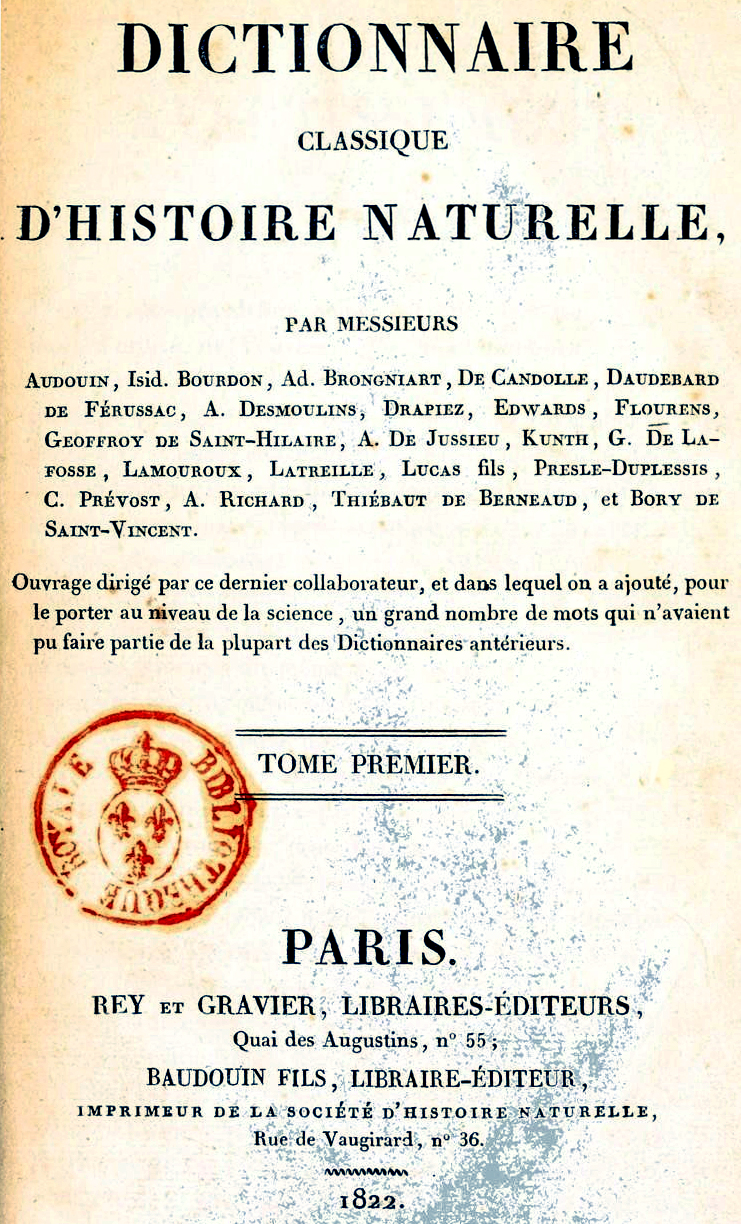
Le Dictionnaire classique d'histoire naturelle en 17 volumes (1822), dirigé par Bory de Saint-Vincent, qu'il publiera de retour à Paris après 5 années d'exil (1815-1820).

Au retour de l'Empereur, Bory est élu par le collège du département de Lot-et-Garonne, le 16 mai 1815, représentant d'Agen à la Chambre des Cent-Jours et siège dans le groupe des libéraux. Il réclame une constitution, prononce un discours retentissant à la tribune, se signale par son patriotisme et s'oppose violemment au ministre de la Police, Joseph Fouché, duc d'Otrante.
Absent de Waterloo, son mandat de député le retenant au Corps Législatif, il assiste au renversement de Napoléon Ier et au retour de Louis XVIII. Porté alors par Fouché sur les listes de proscription par l'ordonnance du 24 juillet 1815,, qui condamnait 57 personnalités pour avoir servi Napoléon durant les Cent-Jours après avoir prêté allégeance à Louis XVIII, Bory se réfugie dans un premier temps dans la vallée de Montmorency, d'où, caché, il fait paraître sa Justification de la conduite et des opinions de M. Bory de Saint-Vincent,. Puis, la loi d'amnisitie du 12 janvier 1816 proclamée par Louis XVIII ne lui laisse plus d'asile en France,. Il gagne Liège sous un nom d'emprunt,. D'abord invité par le roi de Prusse (grâce à la protection du célèbre naturaliste Alexander von Humboldt) à séjourner à Berlin puis à Aix-la-Chapelle, il en est expulsé après dix-huit mois,. Il refuse alors de se soumettre à la décision qui lui assignait Kœnigsberg ou Prague pour résidence. Il se voit offrir une place de Général dans la nouvelle république de Colombie de Bolívar par son ami botaniste (et vice-président) Francisco Antonio Zea, qu'il décline. Bory réussit enfin à gagner la Hollande, déguisé en marchand d'eau-de-vie et muni d'un faux passeport, puis la Belgique, à Bruxelles, où il fréquente Sieyès, et où il vit jusqu'en 1820,,. Avec Auguste Drapiez et Jean-Baptiste Van Mons, il fonde et devient l'un des directeurs scientifiques des Annales générales des Sciences physiques, éditées à Bruxelles par l'imprimeur Weissenbruch de 1819 à 1821. Les articles, rédigés par des sommités scientifiques internationales, sont illustrés de lithographies imprimées par Duval de Mercourt, puis par Marcellin Jobard.
Le 1er janvier 1820, il lui est enfin permis de rentrer en France. Rayé du cadre de l'armée, privé de solde, il revient s'installer à Paris où il réside jusqu'en 1825. Il est obligé pour vivre de s'adonner entièrement à des travaux de librairie et d'édition (de ses Annales de Bruxelles notamment) et il collabore à divers journaux libéraux, dont le Courrier français qui lui réserve la rédaction des séances de la chambre des députés. Il y renonce plus tard, quand, se consacrant entièrement aux sciences, il trouve dans les nombreux ouvrages qu'il vend à des libraires, d'honorables moyens d'existence (voir son imposante bibliographie de 1819 à 1830). Cependant, en 1823, il se bat en duel au pistolet et est blessé au mollet, et en 1825, il est jeté en prison à Sainte-Pélagie pour dettes,, où il reste jusqu'en 1827,.
C'est au cours de cette époque féconde, en 1822, que Bory, avec la plupart des savants de son temps dont Arago, Brongniart, Drapiez, Geoffroy de Saint-Hilaire, von Humboldt, de Jussieu, de Lacépède, Latreille, etc., débute la rédaction de son grand ouvrage, le Dictionnaire classique d’histoire naturelle en 17 volumes in-8 (1822-1831).

### Expédition scientifique de Morée (1829)
Depuis 1821, une guerre d'indépendance faisait rage en Grèce,. Mais les victoires grecques avaient été de courte durée et les troupes turco-égyptiennes avaient reconquis le Péloponnèse en 1825. Le roi Charles X, soutenu alors par un fort courant philhellène, décide d'intervenir aux côtés des insurgés grecs. Après la bataille navale de Navarin en octobre 1827, qui voit l'anéantissement de la flotte turco-égyptienne par la flotte alliée franco-russo-britannique, un corps expéditionnaire français de 15 000 hommes débarque dans le sud-ouest du Péloponnèse en août 1828. Le but de cette expédition de Morée était de libérer la région des forces d'occupation turco-égyptiennes et de la rendre au jeune État grec indépendant ; cela est réalisé en un mois seulement,.
Vers la fin de l’année 1828, le vicomte de Martignac, ministre de l’Intérieur de Charles X et véritable chef du gouvernement à l'époque (un ami d'enfance de Bory à Bordeaux), charge alors six illustres académiciens de l’Institut de France (Georges Cuvier, Étienne Geoffroy Saint-Hilaire, Charles-Benoît Hase, Desiré Raoul Rochette, Jean-Nicolas Hyot et Jean-Antoine Letronne) de nommer les chefs et membres de chaque section d'une commission scientifique que l'on attache à l'expédition de Morée, tout comme on l'avait fait précédemment lors de la campagne d'Égypte en 1798,,. Jean-Baptiste Bory de Saint-Vincent est ainsi nommé, le 9 décembre 1828, directeur de cette commission scientifique,,. Le ministre et les académiciens fixent également les itinéraires et objectifs : « MM. de Martignac et Siméon, m'avaient expressément recommandé de ne pas restreindre mes observations aux Mouches et aux Herbes, mais de les étendre aux lieux et sur les hommes » écrira plus tard Bory,.

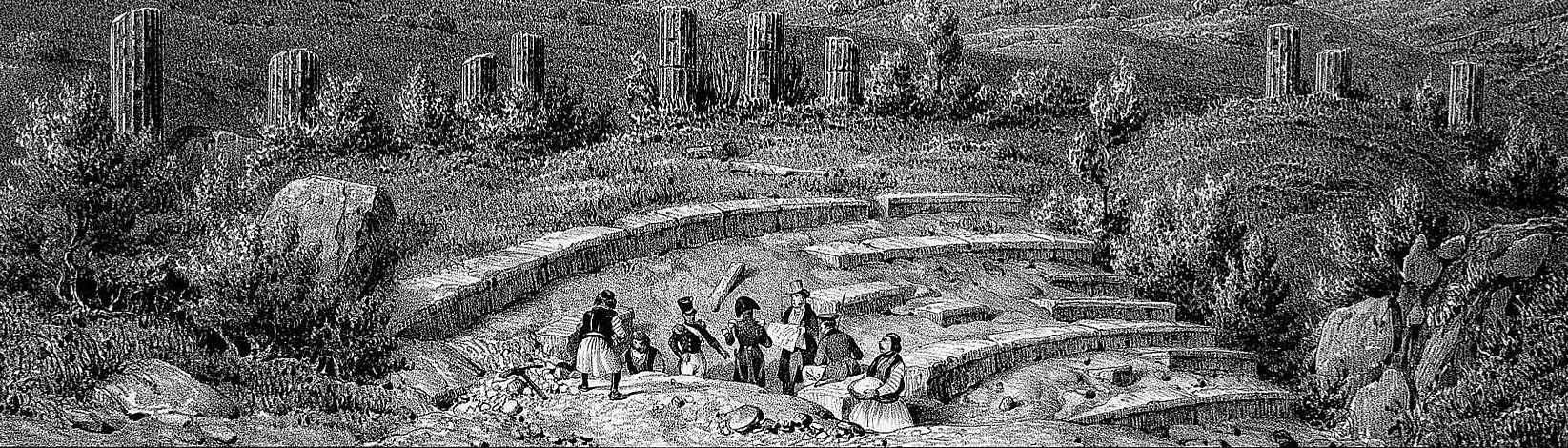
Bory de Saint-Vincent et les membres de la commission scientifique de l’Expédition de Morée étudiant les ruines du stade de l'antique Messène (détail d'une gravure de Prosper Baccuet)

Bory et son équipe de 19 savants (dont Edgar Quinet, Abel Blouet et Pierre Peytier) représentant diverses spécialités, histoire naturelle ou antiquités (archéologie, architecture et sculpture) débarquent de la frégate la Cybèle à Navarin le 3 mars 1829 et y rejoignent le général Nicolas Joseph Maison qui commandait le corps expéditionnaire français. Bory y rencontre également le général Antoine Simon Durrieu, chef d'État-major de l'expédition, qui était lui aussi originaire des Landes et avec lequel Bory était déjà lié depuis dix ans. Bory reste en Grèce pendant 8 mois, jusqu'en novembre 1829, et explore le Péloponnèse, l’Attique et les Cyclades. Les travaux scientifiques de la commission furent d’une importance majeure dans la connaissance du pays,,. Les cartes topographiques réalisées furent d’une très grande qualité, inédite jusqu'alors, et les relevés, dessins, coupes, plans et propositions de restauration sur les monuments furent une nouvelle tentative d’inventaire systématique et exhaustif des vestiges grecs antiques. L’expédition de Morée et ses publications scientifiques offrirent une description presque complète des régions visitées et en firent un inventaire scientifique, esthétique et humain qui resta longtemps l’un des meilleurs réalisés sur la Grèce,,. Bory consigne les résultats de ses recherches et les publie plus tard dans son œuvre majeure de 1832.

### Suite de sa carrière académique et politique

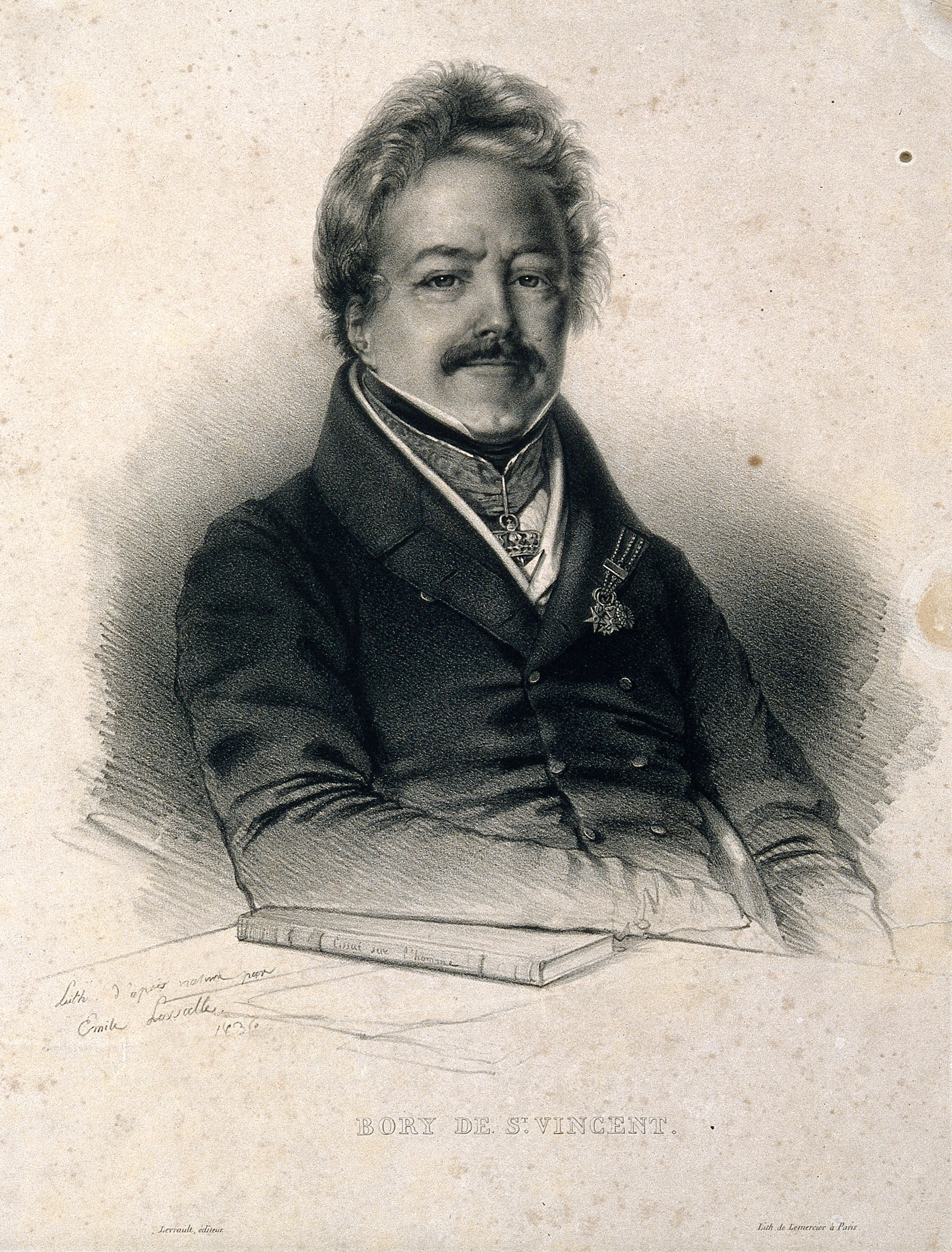
Portrait du colonel et académicien Bory de Saint-Vincent par Émile Lassalle en 1834.

À son retour de Grèce, Bory poursuit sa carrière savante : au début de 1830, il se présente au siège vacant de l'Institut laissé par le décès de Jean-Baptiste de Lamarck, obtenant les suffrages d'Arago, de Cuvier, de Fourier et de Thénard entre autres. Il participe également à la fondation de la Société entomologique de France, la plus ancienne société entomologique dans le monde, le 29 février 1832, aux côtés de son vieil ami Pierre-André Latreille.
Bory-Saint-Vincent était occupé de la rédaction de son ouvrage sur la Morée, entreprise par ordre du ministère, lorsque les ordonnances de Juillet, promulguées par Charles X dans le but d'obtenir des élections plus favorables aux Ultraroyalistes et qui suspendent la liberté de presse, viennent ranimer ses sentiments politiques. Il combat sur les barricades du faubourg Saint-Germain et est des premiers à l'Hôtel de Ville. Après les Trois Glorieuses, et à la suite de la nouvelle nomination du maréchal Soult au ministère de la Guerre le 3 novembre 1830, Bory est enfin (après 15 longues années) réintégré dans l’armée, dans son grade de colonel à l’État-major général, au dépôt de la Guerre, dans le poste qu'il occupait en 1815,,. Il y reste tout au long de la monarchie de Juillet, jusqu'en 1842, quatre ans avant son décès. Le 1er mai 1831, Bory est fait officier de la Légion d'honneur.
Vers la même époque, le 5 juillet 1831, il est élu député du 3e collège du Lot-et-Garonne (Marmande) en remplacement de son ami le vicomte de Martignac. Dans sa profession de foi, il se prononce contre l'hérédité de la pairie, qu'il déclare contradictoire avec le principe de l'égalité devant la loi, pour « la révision des lois municipale, électorale et de la garde nationale » et pour l'incompatibilité du mandat de législateur avec une fonction publique. Les tendances conservatrices de la majorité l'engagent presque aussitôt, après deux mois seulement, à donner sa démission de député,,, le 19 août 1831. Il est remplacé en octobre par M. de Martignac.
En 1832, il fait paraître le compte rendu de son exploration en Grèce dans un magnifique ouvrage, Relation du voyage de la commission scientifique de Morée dans le Péloponnèse, les Cyclades et l'Attique, pour lequel il reçoit de nombreux éloges, et qui lui permet d'être finalement élu membre libre de l'Académie des sciences le 17 novembre 1834.

### Expédition scientifique d’Algérie (1839)
Entre 1835-1838, Bory siège à la commission d’état-major et fait rééditer ses Justifications de 1815 sous le titre de Mémoires en 1838. Le 24 août 1839, une commission d'exploration scientifique d'Algérie sur le modèle de celles qui furent mises en place en Égypte (1798) et en Morée (1829) est nommée pour l'Algérie, nouvellement conquise, mais non encore pacifiée,. Bory de Saint-Vincent, qui en avait été l'un des promoteurs, en devient le président en tant que colonel d’état-major et se rend sur place, accompagné de ses collaborateurs, pour mener ses identifications, recherches, échantillonnages et autres explorations scientifiques. Il arrive dans les premiers jours de janvier 1840 à Alger et visite d'autres villes de la côte. Il repart d’Algérie dans le premier trimestre de 1842,,.
Il publiera de nombreux ouvrages sur le pays, tels la Notice sur la commission exploratrice et scientifique d’Algérie (1838), Sur la flore de l’Algérie (1843), Sur l’anthropologie de l’Afrique française (1845) et l'Exploration scientifique de l’Algérie pendant les années 1840, 1841, 1842. Sciences physiques (1846-1867).

### Dernières années
Malade, Bory songe encore à faire un voyage vers les îles de l’Océan Indien ou l’Algérie. Il meurt pourtant le 22 décembre 1846, à l’âge de soixante-huit ans, d'une congestion cardiaque, dans son appartement du 5e étage, 6, rue de Bussy à Paris. Il ne laissait que des dettes et son herbier, qui fut vendu l’année suivante. Il est inhumé au cimetière du Père-Lachaise (49e division).
Travailleur infatigable, Bory a écrit sur plusieurs branches de l'histoire naturelle, notamment sur les reptiles, les poissons, les animaux et végétaux microscopiques, les cryptogames, etc. Il a été le principal rédacteur de la Bibliothèque physico-économique, du Dictionnaire classique d'histoire naturelle en 17 volumes et de la partie scientifique de l'Expédition de Morée. Il participa à l'Encyclopédie méthodique pour les parties concernant les zoophytes et les vers, ainsi que pour les volumes de géographie physique et à l'atlas qui les accompagne. Il a aussi rédigé de bons résumés géographiques, notamment celui d'Espagne, et a donné à l'Encyclopédie moderne de nombreux articles remarquables par l'originalité des idées.
Bory fut également l'un des principaux auteurs transformistes de la première moitié du XIXe siècle aux côtés, entre autres, de Jean-Baptiste de Lamarck,,. Son Dictionnaire classique d’histoire naturelle contenait déjà des informations sur Lamarck et sur le débat sur les espèces, et il est remarquable pour avoir voyagé avec Charles Darwin sur le Beagle,,.
Il fut aussi un fervent défenseur de la génération spontanée (thème de la célèbre controverse entre Louis Pasteur et Félix Archimède Pouchet) et un ardent polygéniste. Il pensait, en effet, que les différentes races humaines, au sens de l'époque, étaient de véritables espèces ayant chacune une origine et une histoire propres. Il fut enfin un opposant notoire à l'esclavagisme ; Victor Schœlcher le cite même parmi ses alliés scientifiques en faveur de l'abolition.

## Toponymie

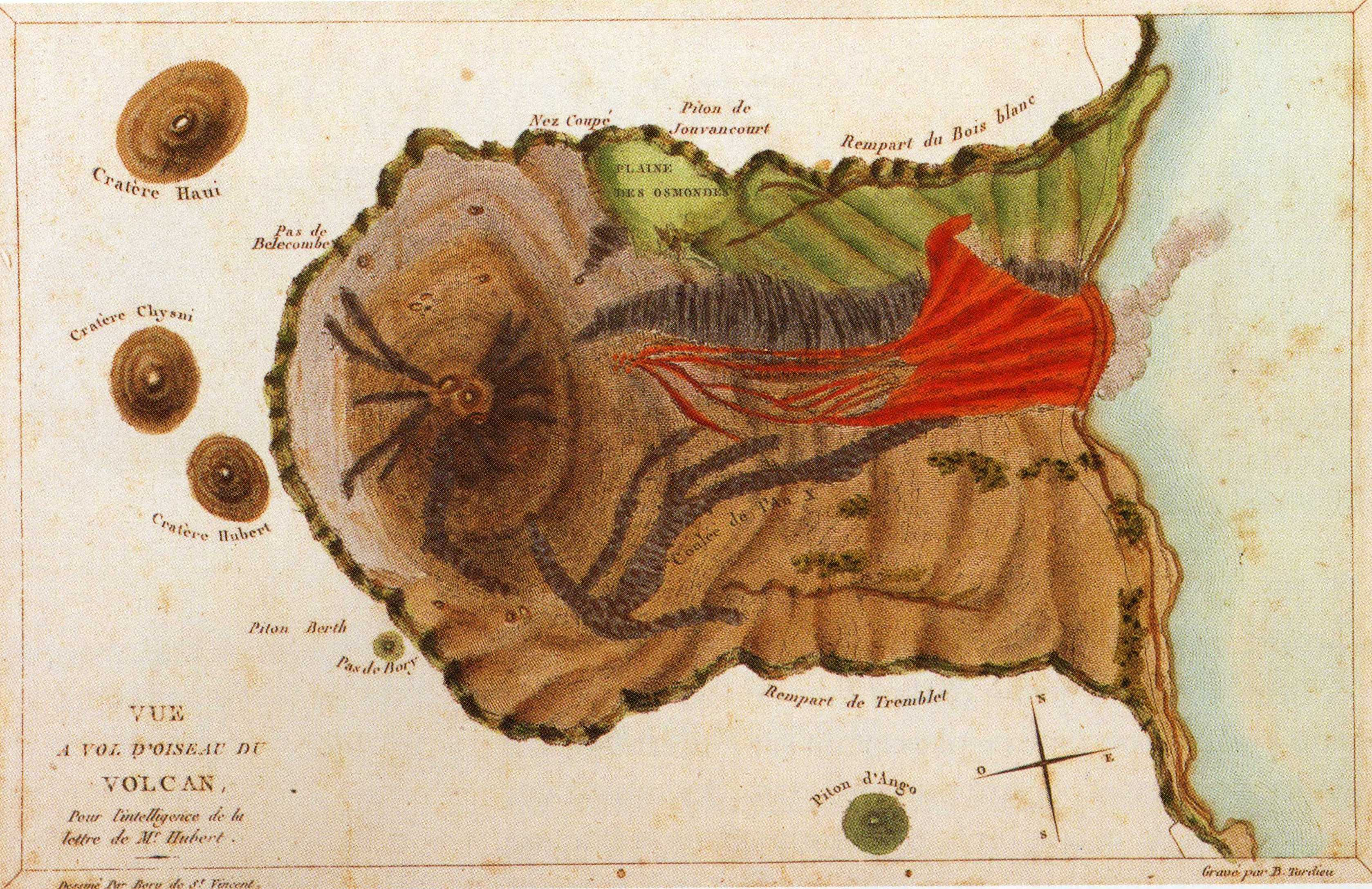
Volcan du piton de la Fournaise sur l'île de La Réunion, dessiné en 1802 par Bory de Saint-Vincent.

- En hommage à ce pionnier de l'exploration du volcan, l'un des deux cratères sommitaux du piton de la Fournaise sur l'île de La Réunion porte son nom, le cratère Bory. C'est son accompagnateur, de Jouvancourt, qui le nomma ainsi lors de leur ascension du volcan en 1801.
- Une école primaire porte son nom à Saint Denis (La Réunion) (École primaire publique Bory de Saint Vincent).
- Un collège porte son nom à Saint-Philippe (La Réunion) (Collège Bory de Saint-Vincent).
- Des rues portent son nom à Saint-Pierre de La Réunion et dans sa ville natale d'Agen.

## Vie privée
En septembre 1802, Bory épouse à Rennes où il est en garnison, Anne-Charlotte Delacroix de la Thébaudais, avec qui il a deux filles : Clotilde, née le 7 février 1801, et Augustine, née le 25 mai 1803, qu'il surnomme « sa petite Antigone » et avec qui il reste très proche tout au long de sa vie. Son mariage, « contracté trop jeune pour qu'il pût être heureux », ne dure pas. Son épouse meurt en 1823, après leur séparation.
Lorsqu'il est proscrit par l’ordonnance du 24 juillet 1815 et en fuite à Rouen, il y rencontre l'actrice de la troupe du Théâtre-Français de Rouen (1802-09) Maria Gros, avec qui il s’installe en 1817. Elle le suit tout au long de son exil entre les années 1815 et 1820. Le 17 mai 1818 naît leur première fille, Cassilda. Une seconde fille, Athanalgide, voit le jour le 22 juillet 1823, mais après la séparation de ses parents.

## Décorations
- Officier de la Légion d'honneur (1er mai 1831)
  -  Chevalier de la Légion d'honneur (2 mai 1811)

## Œuvres

### Publications
Une liste complète des publications de Jean-Baptiste Bory de Saint-Vincent peut être trouvée à la fin de l'introduction de Philippe Lauzun p. 52–55 dans « Bory de Saint-Vincent, Correspondance, publiée et annotée par Philippe Lauzun, Maison d'édition et imprimerie moderne, 1908 » (sur Archive.org).
- 1803 : Essais sur Les Isles Fortunées et l'Antique Atlantide ou Précis de l'Histoire générale de l'Archipel des Canaries, an XI (sur Gallica)
- 1804 : Voyage dans les quatre principales îles des mers d'Afrique, Ténériffe, Maurice, Bourbon et Sainte-Hélène. - trois volumes complétés par un atlas.
- 1808 : Mémoires sur un genre nouveau de la cryptogamie aquatique, nommé Thorea, Mémoire sur le genre Lemanea de la famille des Conferves, Mémoire sur le genre Batrachosperma de la famille des Conferves, Mémoire sur le genre Draparnaldia de la famille des Conferves. Paris, Belin. (sur Google books)
- 1808 : Mémoire sur les forêts souterraines de Wolfesck en haute Autriche, Berlin, Gesell. Nat. Freunde Mag. II, p. 295-302.
- 1809 : Mémoire sur le genre Lemanea de la famille des Conferves, Berlin Gesell. Nat. Freunde Mag. III, p. 274-281.
- 1815 : Chambre des représentants, Rapport fait à la Chambre des représentants par M. Bory de Saint-Vincent, au nom des députés à l'armée, séance du 1er juillet 1815. in-8°, Paris, imprimerie de la Chambre des représentants.
- 1815 : Justification de la conduite et des opinions de M. Bory de Saint-Vincent, membre de la chambre des représentants et proscrit par l'ordonnance du 24 juillet 1815, Paris, Chez les marchands de nouveautés (ou Paris, chez Eymery, août 1815), 110 p. (sur Google books)
- 1816 : Lamuel ou le livre du Seigneur, dédié à M. de Chateaubriand, traduction d'un manuscrit hébreu exhumé de la bibliothèque ci-devant impériale. Histoire authentique de l'Empereur Appolyon et du roi Béhémot par le très Saint-Esprit, Liège et Paris, P. J. Collardin, Frères Michau, in-18°, 232 p.
- 1819-1821 (de juillet 1819 à juin 1821) : Annales générales des sciences physiques, par MM. Bory de Saint-Vincent, Pierre Auguste Joseph Drapiez et Jean-Baptiste Van Mons, 8 vol., Bruxelles, Weissenbruch. (sur Google books)
- 1821 : Voyage souterrain, ou description du plateau de Saint-Pierre de Maëstricht et de ses vastes cryptes, par le colonel Bory de Saint-Vincent, Paris, Ponthieu libraire, Palais-Royal, 1821. (sur gallica)
- 1822-1831 : Dictionnaire classique d'histoire naturelle, par Messieurs Audoin, Bourdon, Brongniart, de Candolle, Daudebard de Férussac, Desmoulins, Drapiez, Edwards, Flourens, Geoffroy de Saint-Hilaire, Jussieu, Kunth, de Lafosse, Lamouroux, Latreille, Lucas fils, Presles-Duplessis, Prévost, Richard, Thiébaut de Bernard. Ouvrage dirigé par Bory de Saint-Vincent, Paris, Rey et Gravier, Baudouin frères, 1822-1831, 17 volumes in-8, 160 planches gravées et coloriées. (Sur gallica)
- 1823 : Guide du voyageur en Espagne, Librairie Louis Jouanet, Paris, 1823. (sur gallica)
- 1823 : « Discours préliminaire » à Histoire de la Grèce : description des Îles ioniennes, éditions Dondey-Dupré Paris, 1823. (sur google books)
- 1823-1832 : Encyclopédie moderne, ou dictionnaire abrégé des hommes et des choses, des sciences, des lettres et des arts, avec l'indication des ouvrages ou les divers sujets sont développés et approfondis par Eustache-Marie Courtin, Paris, Lejeune.
- 1824 : Tableau encyclopédique et méthodique des trois règnes de la nature, contenant l'Helminthologie ou les vers infusoires, les vers intestinaux, les vers mollusques, etc. En quatre volumes : vol.1, 1791, (p. 1 à 189) par Bruguière chez Panckoucke ; vol.2, 1797, (p. 190 à 286) chez Agasse ; vol.3, an VI (1797), (p. 287-390) par Lamarck chez Agasse ; vol.4, 1816, (p. 391 à 488) par Lamarck ; vingt-troisième partie, mollusques et polypes divers, par MM. Jean-Baptiste Lamarck, Jean-Guillaume Bruguiere, Jean-Baptiste Bory de Saint-Vincent, Isaac Lea, William Healey Dall, Otto Frederick Müller, Paris, chez Mme Veuve Agasse et chez Panckoucke, 1791-1824.
- 1825 : L'homme (homo), essai zoologique sur le genre humain, (extrait du DCHN), première édition, Paris, Le Normand Fils, 2 vol., vol. 1 325 p. ; vol.2, 251 p., in-8°. (sur archive.org)
- 1826-1830 : Voyage autour du monde, exécuté par ordre du Roi, sur la corvette de Sa Majesté, La Coquille, pendant les années 1822, 1823,1824 et 1825... Lesson, René-Primevère, Bory de Saint-Vincent, JBGM, Brongniart, Adolphe, Dumont d'Urville, Duperrey, Louis-Isidore (Botanique par MM. Dumont d'Urville, Bory de Saint-Vincent et Ad. Brongniart), Paris, Arthus Bertrand. (sur gallica)
- 1826 : Essai d'une classification des animaux microscopiques, imprimerie Mme Veuve Agasse, Paris, 1826. (sur gallica)
- 1826 : Résumé géographique de la Péninsule Ibérique, éditions A. Dupont et Roret, Paris. (sur gallica)
- 1827 : 2e édition de l'Essai sur l'Homme.
- 1827-1831 : Bibliothèque physico-économique, instructive et amusante. Ou Journal des découvertes et perfectionnements de l'industrie nationale et étrangère, de l'économie rurale et domestique, de la physique, la chimie, l'histoire naturelle, la médecine domestique et vétérinaire, enfin des sciences et des arts qui se rattachent aux besoins de la vie, périodique rédigé par Bory de Saint-Vincent et Jean-Sébastien-Eugène Julia-Fontenelle, 1827-1831. Tome I (-X), Arthus Bertrand, Paris. 6 vol.
- 1830-1844 : Expédition d'Égypte. Histoire scientifique et militaire de l'Expédition française en Égypte J.B.G.M. Bory de Saint-Vincent - Paris, précédée d'une introduction présentant le tableau de l'Égypte ancienne et moderne d'Ali-Bey ; et suivie du récit des événements survenus en ce pays depuis le départ des Français et sous le règne de Mohamed-Ali, d'après les mémoires, matériaux, documents inédits fournis par divers membres de l'expédition, dont Chateaugiron, Desgenettes, Dulertre, Larrey … Rédaction réalisée par Étienne et Isidore Geoffroy Saint-Hilaire, Fortia d'Urban, Bory de Saint-Vincent, etc. 10 volumes in-8°, 2 volumes d'atlas, A.-J. Dénain, Paris.
- 1832-1838 : Expédition scientifique de Morée, Jean-Baptiste Bory de Saint-Vincent, Émile Le Puillon de Boblaye, Pierre Théodore Virlet d'Aoust, Étienne et Isidore Geoffroy de Saint-Hilaire, Gabriel Bibron, Gérard Paul Deshayes, Gaspard Auguste Brulle, Félix Édouard Guérin-Méneville, Adolphe Brongniart, Louis-Anastase Chaubard, Commission scientifique de Morée ; 4 vol. in 4° et atlas, Paris, Strasbourg, F.G. Levrault. 1832 : Travaux de la section des Sciences Physiques, tome 1, sous la direction de Bory de Saint-Vincent. 1832 : Cryptogamie, avec atlas de 38 pl., section des sciences Physiques (281-337), tome 3 partie 2.
- 1838 : Note sur la commission exploratrice et scientifique d'Algérie présentée à son Excellence le ministre de la guerre, (16 octobre 1838.) 20 p. ; Imprimerie Cosson, Paris. (sur Gallica)
- 1845 : Sur l'anthropologie de l'Afrique française, lu à l'Académie royale des sciences dans sa séance du 30 juin 1845, Extrait du Magasin de zoologie, d'anatomie comparée et de paléontologie publié par M. Guérin-Méneville en octobre 1845, Paris, Imprimerie de Fain et Thunot, 19 p., pl. 59-61.
- 1846-1867 : Exploration scientifique de l'Algérie (pendant les années 1840, 1841, 1842. Sciences physiques.) publiée par ordre du gouvernement. Sciences Naturelles, Botanique par MM. Bory de Saint-Vincent et Durieu de Maisoneuve, Paris, imprimerie impériale, Gide et Baudry, en 3 vol., in-fol., dont un atlas. (1846-1849) Vol. I, Flore d'Algérie. Cryptogamie, par Durieu de Maisoneuve, avec le concours de MM. Montagne, Bory de Saint-Vincent, L.-R., Tulasne, C. Tulasne, Leveille. Paris, imprimerie impériale, dans la collection Exploration scientifique de l'Algérie, publiée par ordre du Gouvernement, 600 p., 39 f. de pl. col. Vol. II Flore d'Algérie. Phanérogamie. Groupe des glumacées, par E. Cosson et Durieu de Maisonneuve. Vol. III Atlas.

### Herbiers
Les collections d'herbiers de Bory de Saint-Vincent sont conservées notamment à Paris au Muséum national d'histoire naturelle et au musée botanique d’Angers. Ne pouvant pas porter la cocarde tricolore pour manifester son opposition au drapeau blanc des Bourbons, Bory de Saint-Vincent a confectionné des herbiers tricolores sur des feuilles de papier blanc collées sur un fond rouge et placées dans des fardes bleues,.

### Sources citées
- Biographie de Jean-Baptiste Bory de Saint-Vincent sur le site de l'Assemblée Nationale: http://www2.assemblee-nationale.fr/sycomore/fiche/(num_dept)/16507
- Germain Sarrut et B. Saint-Edme, Biographie des hommes du jour: industriels..., Volume 2, page 79, Henri Krabbe, Paris, 1836. (Lire en ligne)
- Bory de Saint-Vincent, Correspondance, publiée et annotée par Philippe Lauzun, Maison d’édition et imprimerie moderne, 1908. (Lire en ligne)
- Wladimir Brunet de Presle et Alexandre Blanchet, La Grèce depuis la conquête romaine jusqu’à nos jours, Firmin Didot, Paris, 1860.  (Lire en ligne)
- Georges Contogeorgis, Histoire de la Grèce, Hatier, coll. Nations d'Europe, Paris, 1992.
- Serge Briffaud, « L’Expédition scientifique de Morée et le paysage méditerranéen. » in L’invention scientifique de la Méditerranée, p. 293.
- Marie-Noëlle Bourguet, Bernard Lepetit, Daniel Nordman, Maroula Sinarellis, L’Invention scientifique de la Méditerranée : Égypte, Morée, Algérie, Éditions de l’EHESS, 1998.  (ISBN 2-7132-1237-5)
- Olga Polychronopoulou, Archéologues sur les pas d’Homère : la naissance de la protohistoire égéenne, Noêsis, Paris, 1999.  (ISBN 2-911606-41-8)
- Yiannis Saïtas et coll., L'œuvre de l'expédition scientifique de Morée 1829-1838, édité par Yiannis Saïtas, Éditions Melissa, 2011 (1re partie) - 2017 (2e partie).
- Monique Dondin-Payre, La Commission d'exploration scientifique d'Algérie : une héritière méconnue de la Commission d'Égypte, Mémoires de l'Académie des inscriptions et belles-lettres, tome XIV, 142 p., 11 fig., 1994.
- Ed. Bonnet, Deux lettres de Bory de Saint-Vincent relatives aux travaux de la Commission d'Algérie, Bull. Société de Botanique de France, 1909, 4e série, t. IX (56: 1-9.) DOI https://doi.org/10.1080/00378941.1909.10832135
- Hervé Ferrière, Bory de Saint-Vincent, militaire naturaliste entre Révolution et Restauration. Sujet de thèse déposé en 2001 à l'école doctorale de l'université Paris 1 Panthéon-Sorbonne, directeur Pietro Corsi, 2006
- Hervé Ferrière, 2009. Bory de Saint-Vincent : l'évolution d'un voyageur naturaliste, Syllepse  (ISBN 978-2849502433)
- (en) James A. Second, Visions of Science: Books and Readers at the Dawn of the Victorian Age, University of Chicago Press, p. 60., 2015  (ISBN 978-0226203287)
- (en) Aldo Fascolo, The Theory of Evolution and Its Impact. Springer. p. 27, 2011.  (ISBN 978-8847055865)
- (en) Ann Thomson, Issues at stake in eighteenth-century racial classification, Archived 21 November 2007, Cromohs, 8 (2003): 1-20

### Ouvrages généraux
- Lucie Allorgue, La fabuleuse odyssée des plantes, Lattès, Paris, 2003.
- H. Baillon, Dictionnaire de botanique, Paris, Hachette, 1876, p. 456
- P. Biers, L’Herbier tricolore de Bory de Saint-Vincent, Bull Muséum Histoire naturelle, no 5
- P. Biers, Bory de Saint-Vincent, chef directeur de l'Expédition scientifique de Morée, Bulletin Muséum Histoire Naturelle, no 32, 1926, p. 254-259
- P. Biers, L'herbier cryptogamique de Bory de Saint-Vincent au Muséum, Bulletin Muséum Histoire Naturelle no 30, 1924, p. 417-422
- P. Biers, Bory de Saint-Vincent à l'Île Bourbon , Revue de l'Agenais, 1927, t. 54, p. 179-186 (Lire en ligne)
- Adrien Blanchet, Le Voyage en Grèce de J.B. Bory de Saint-Vincent, bull. de l’association Guillaume Budé, Paris, 1829, p. 26-46
- R. Bouvier, E. Maynial, Une aventure dans les mers australes, l’expédition du commandant Baudin, (1800-1803), Paris, 1947.
- Christophe Brun, 2013, « Découper la Terre, inventorier l’Homme : le planisphère de Bory de Saint-Vincent, 1827 », Monde(s). Histoire, Espaces, Relations, mai 2013, p. 67-89 et encart couleur ( ), annexes sur le site de la revue (lire en ligne).
- Juan C. Castañón y Francisco Quirós, La contribución de Bory de Saint-Vincent (1778-1846) al conocimiento geográfico de la Península Ibérica. Redescubrimiento de una obra cartográfica y orográfica olvidada. Ería. Revista cuatrimestral de Geografía, no 64-65, 2004, p. 177-205
- Pietro Corsi, Lamarck, genèse et enjeux du transformisme, 1770-1830, CNRS Éditions, Paris, 2001.
- B. Dayrat, Les botanistes et la flore de France – trois siècles de découverte, Paris, Publication du Muséum National d’Histoire Naturelle, 2003.
- Amédée Dechambre, Dictionnaire encyclopédique des sciences médicales, (première série), t. X, Ble-Bro, publié sous la direction de M. A. Dechambre, 1869.
- Léon Dufour, Souvenirs d’un savant français à travers un siècle, (1780-1865.) Science et histoire, Paris, J. Rothschild, 1888, p. 43-45
- Paul Guérin (dir.), Dictionnaire des dictionnaires, t. II, Paris, Librairie des imprimeries réunies, Motteroz, 1880.
- Louis-Étienne Héricart de Thury, Notice sur le baron Bory de Saint-Vincent, Bruxelles, in-12. Note que Lacroix dit ne pas avoir retrouvée (Lacroix, p. 58.) Cette notice est parue en 1848 dans les Notices bio-bibliographiques de l’Académie des Sciences de Belgique, tome VIII, p. 832
- Alfred Lacroix, Le naturaliste Bory de Saint-Vincent, Revue scientifique, 55e année no 8, avril, 1917, Éloge du savant prononcé en octobre 1916 à l'Académie des Sciences.
- Goulven Laurent, Paléontologie et évolution en France : 1800-1860. De Cuvier-Lamarck à Darwin, Paris, CTHS, 1987, p. 377-380.
- P. Maryllis, Bory de Saint-Vincent, naturaliste et voyageur, 6 p., La Couronne agenaise, Villeneuve-sur-Lot, 1910
- François Picavet, Les Idéologues, essai sur l’histoire des idées et des théories scientifiques, philosophiques, religieuses, etc. en France depuis 1789, édité en 1891.
- André Role, Un destin hors série : la vie aventureuse d’un savant : « Bory de Saint-Vincent » 1778-1846, 256 p. 16 pls. La Pensée universelle, Paris, 1973.
- Thomas Rouillard, un herbier de Bory saint-Vincent à Angers Bulletin de la Société d'Études Scientifiques de l'Anjou, t.XVIII, 2004
- C. Sauvageau, Bory de Saint-Vincent, d’après sa correspondance publiée par M. Lauzun, Journal de Botanique, 1908, 2e série, 1 : 198-222.
- P. Tcherkezoff, Tahiti 1768, Jeunes filles en pleurs. Au vent des îles Éditions, Tahiti, Pirae, 2004.
- Jean Tucoo-Chala, Le Voyage en Grèce d’un naturaliste gascon en 1829, Bull. de l’association Guillaume Budé, en deux parties : dans le bulletin 2 et 3 de l’année, bull.2, p. 190-200 et Bull.3 p. 300-320, Paris, 1976.
- Pierre Vidal-Naquet, L’Atlantide, petite histoire d’un mythe platonicien, Paris, Les Belles Lettres, 2005.